# Skrajne točke Evrope
Tu so navedene skrajne točke Evrope, torej točke, ki ležijo bolj severno, južno, vzhodno ali zahodno kot kateri koli drug kraj na tej celini. Pogosto je kot najsevernejša točka Evrope naveden Nordkap, kar pa je pravzaprav napačno. Gre le za drugi najsevernejšo točko priobalnih otokov Evrope.

## Skrajne točke Evrope

### Evropa
- Najsevernejša točka na otoku — Rt Fligeli, Rudolfov otok, Dežela Franca Jožefa (Rusija) (81° 48′ 24″ N)[1]
- Najsevernejša celinska točka - Rt Northcap, Skandinavija
- Najjužnejša točka — Gavdos (Grčija, 34° 48′ 02″ N)[2]
- Najzahodnejša točka — Bjargtangar (Islandija, 24° 32′ 03″ W)[3]
- Najvzhodnejša točka — rt Želanija, Severni otok, Nova dežela, Rusija (69° 05′ 31″ E)[4]

V okviru teh skrajnih točk bi središče Evrope ležalo na koordinatah  58°18′14″N, 22°16′44″E, blizu kraja Mätasselja na otoku Saaremaa, ki pripada Estoniji.

### Evropa brez oddaljenih otokov
- Najsevernejša točka — Knivskjellodden (Norveška, 71° 11′ 08″ N)
- Najjužnejša točka — Gavdos, Grčija (34° 48′ 02″ N)[2]
- Najzahodnejša točka — otok Tearaght (Irska, 10° 40′ W)
- Najvzhodnejša točka — nepoimenovan 535 metrov visok vrh s koordinatami 68° 18′ 50″ E na skrajnem severu ločnice povodij Uralskega gorovja.

### Celinska Evropa
- Najsevernejša točka — Kinnarodden‎ (Norveška, 71° 08′ 02.835″ N)
- Najjužnejša točka — Punta de Tarifa (Španija, 36° 00′ 00.175″ N)
- Najzahodnejša točka — Cabo da Roca (Portugalska, 09° 30′ 02.727″ W)
- Najvzhodnejša točka — najvzhodnejši konec Republike Komi, Rusija (66° 11′ 57.225″ E) [4]

Središče teh skrajnih točk je določeno s koordinatami  53°34′01.505″N, 28°20′57.249″E in leži 15 km vzhodno od kraja Marina Gorka v Belorusiji.

## Višinske skrajnosti
- Najvišja točka - Elbrus (Rusija, 5642 metrov)
- Najnižja točka - obala Kaspijskega jezera (Rusija, −28 metrov)